# Драа (река)
Дра́а, Дра или Уэд-Дра (араб. درعَا‎) — река на северо-западе Африки, самая длинная река Марокко — 1150 км, площадь бассейна 15100 км². На участке русла служит государственной границей Марокко и Алжира.
Ранее образовывалась в районе Высокого Атласа при слиянии рек Дадес и Асиф-Имини, однако ныне берёт начало из водохранилища Эль-Мансур-эд-Дахаби. Течёт на юго-восток до Тагунита, а затем на юго-запад, к Атлантическому океану, в который впадает севернее Тан-Тана.
Поскольку вода реки интенсивно используется для орошения, то постоянное течение реки ограничено горными районами протяжённостью 200 км, до океана вода доходит только в периоды таяния снегов в горах.
В долине реки, территория которой соответствует провинции Загора региона Сус-Масса-Драа, проживает более 200 тыс. человек. В провинции расположены 23 деревни и два города: Загора и Агдз. Деревня Тамгрут известна своими завиями.
Древняя история долины реки отражена в многочисленных наскальных изображениях и каменных фигурках, самая известная из которых — Венера из Тан-Тана. Возраст статуэтки оценивается в 500—300 тыс. лет, что делает её самым ранним памятником художественного творчества, который известен науке.

## Петроглифы долины реки Драа

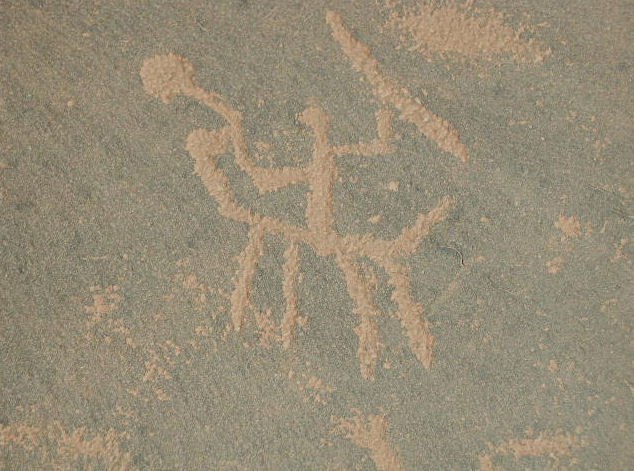
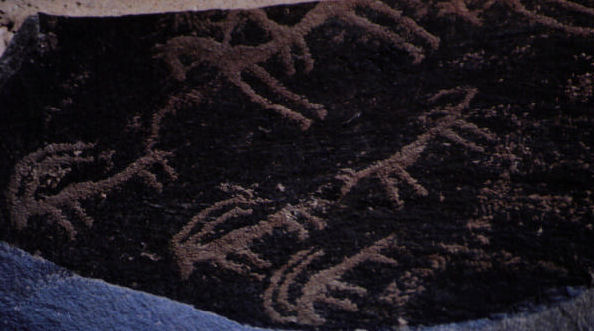
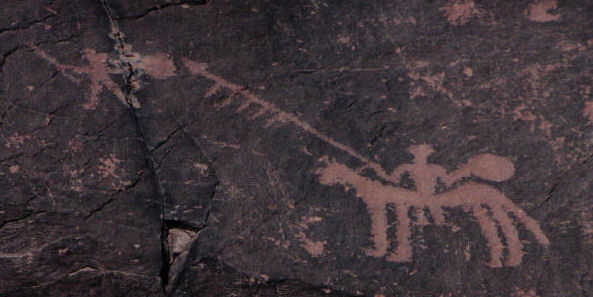
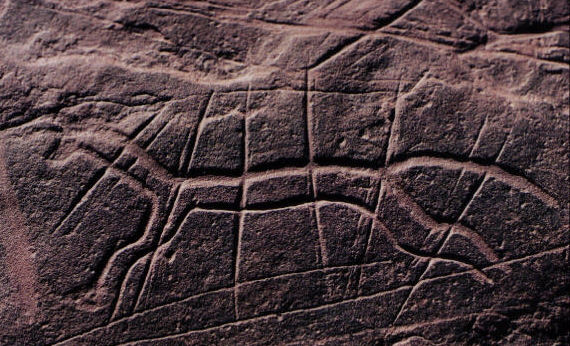
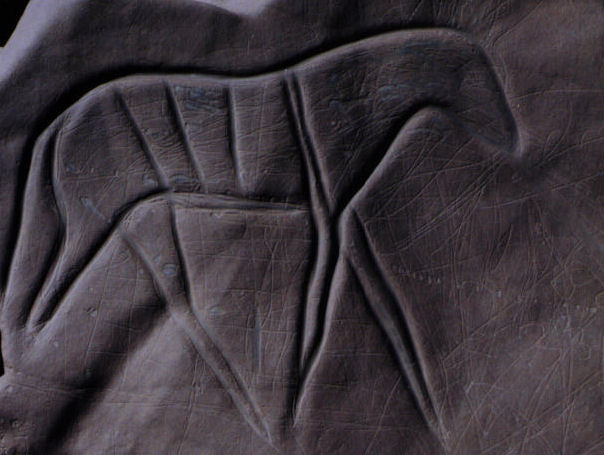
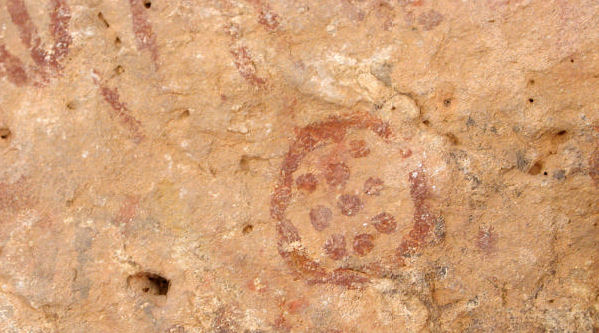
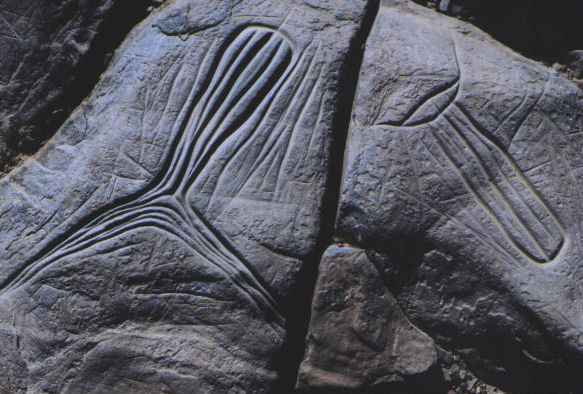
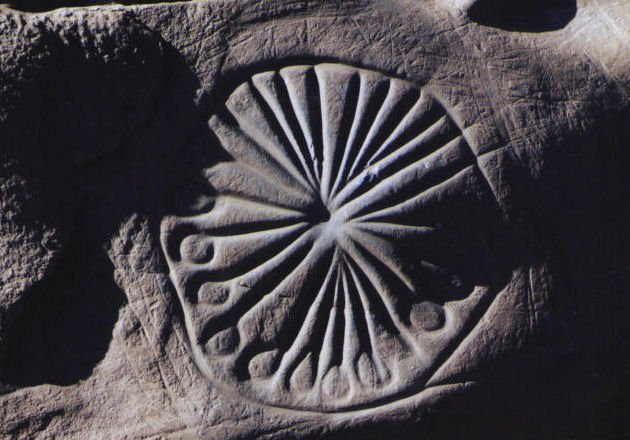
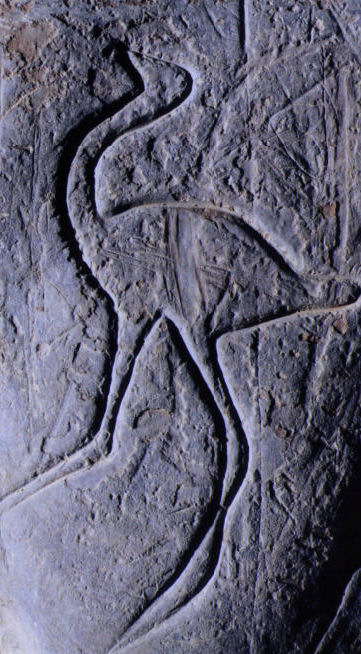
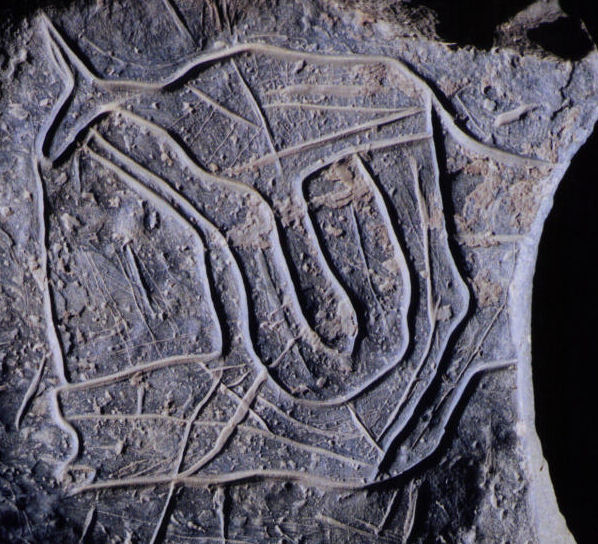
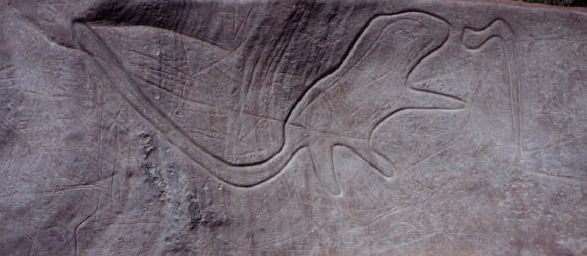
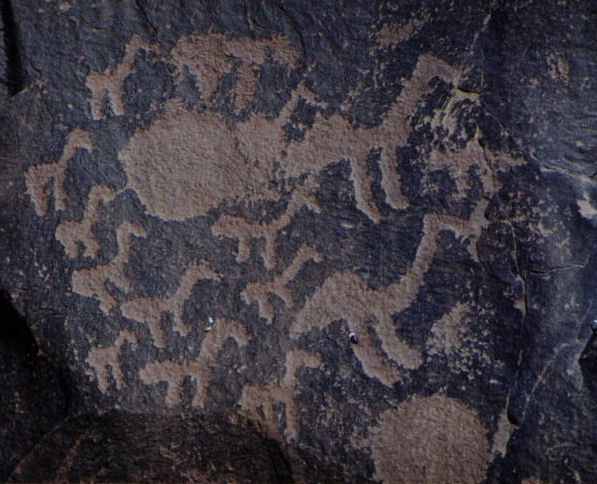
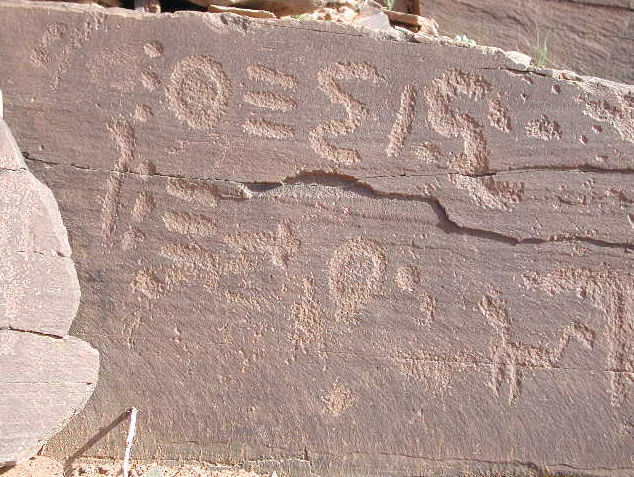
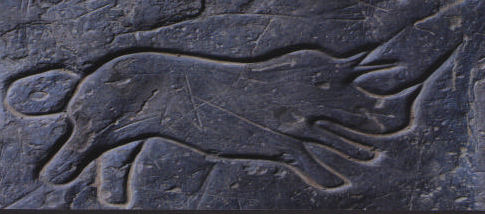
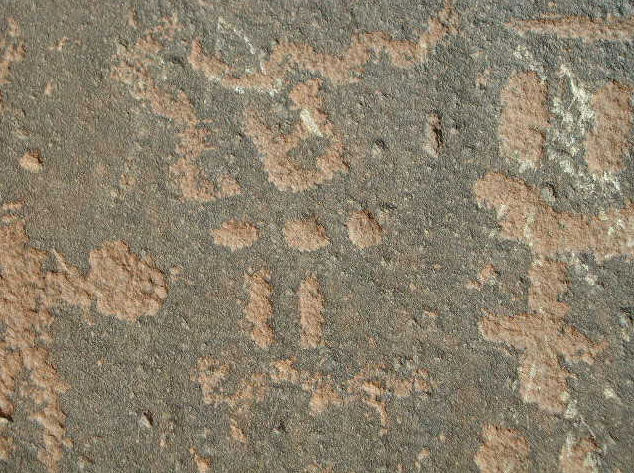